# Stanford Rivers
Stanford Rivers är en by och en civil parish i Epping Forest i Essex i England. Orten har 739 invånare (2001). Byn nämndes i Domedagsboken (Domesday Book) år 1086, och kallades då Parva Stanfort / Stanfort.